# نشانگان باردت–بیدل
نشانگان باردت–بیدل (انگلیسی: Bardet–Biedl syndrome) یا به اختصار «BBS»، یک اختلال ژنتیکی در مُژَک‌ها است که بخش‌های زیادی از بدن انسان را درگیر می‌کند و در اثر جهش ژنی در خانوادهٔ ژنهای «BBS» رخ می‌دهد.
علائم مهم این بیماری شامل «چاقی»، «رتینیت پیگمنتوزا»، «پلی‌داکتیلی»، «کاهش فعالیت غدد جنسی» و در برخی مبتلایان، «نارسایی کلیه» است.